# Stadion Broodstraat
Das Stadion Broodstraat war ein Fußballstadion im Stadtteil Deurne der belgischen Stadt Antwerpen.

## Geschichte
Das Stadion Broodstraat war ab 1908 die Heimspielstätte von Royal Antwerpen, das er nach vielen Spielortwechseln und steigender Popularität des Fußballs erwarb. Erstmals in der Geschichte des Vereins wurde eine 32 Meter lange Tribüne, die rund 350 Platz bot errichtet. Zudem konnten weitere 5000 Zuschauer das Spielgeschehen um das Spielfeld herum von mehreren Stufen verfolgen. Während der Olympischen Sommerspiele 1920 war das Stadion Wettkampfstätte für das Fußballturnier. 1923 wurde das Stadion abgerissen und an gleicher Stelle wurde das Bosuilstadion errichtet.